# Rhinolophus canuti
Rhinolophus canuti là một loài động vật có vú trong họ Dơi lá mũi, bộ Dơi. Loài này được Thomas & Wroughton mô tả năm 1909.